# Шаппер, Карл
Карл Герман Христиан Фридрих Шаппер (нем. Karl Hermann Christian Friedrich Schapper; 1812—1870) — германский политический деятель, один из первых идеологов социализма в Германии.

## Биография
Карл Шаппер родился 30 декабря 1812 года в деревне Вейнбах под Випперфюртом, который тогда входил в состав великого герцогства Берг. Учась в Гисенском университете, подружился с Георгом Бюхнером и проявлял большой интерес к руководимому им политическому движению «Общество прав человека» (нем. «Gesellschaft der Menschenrechte»).

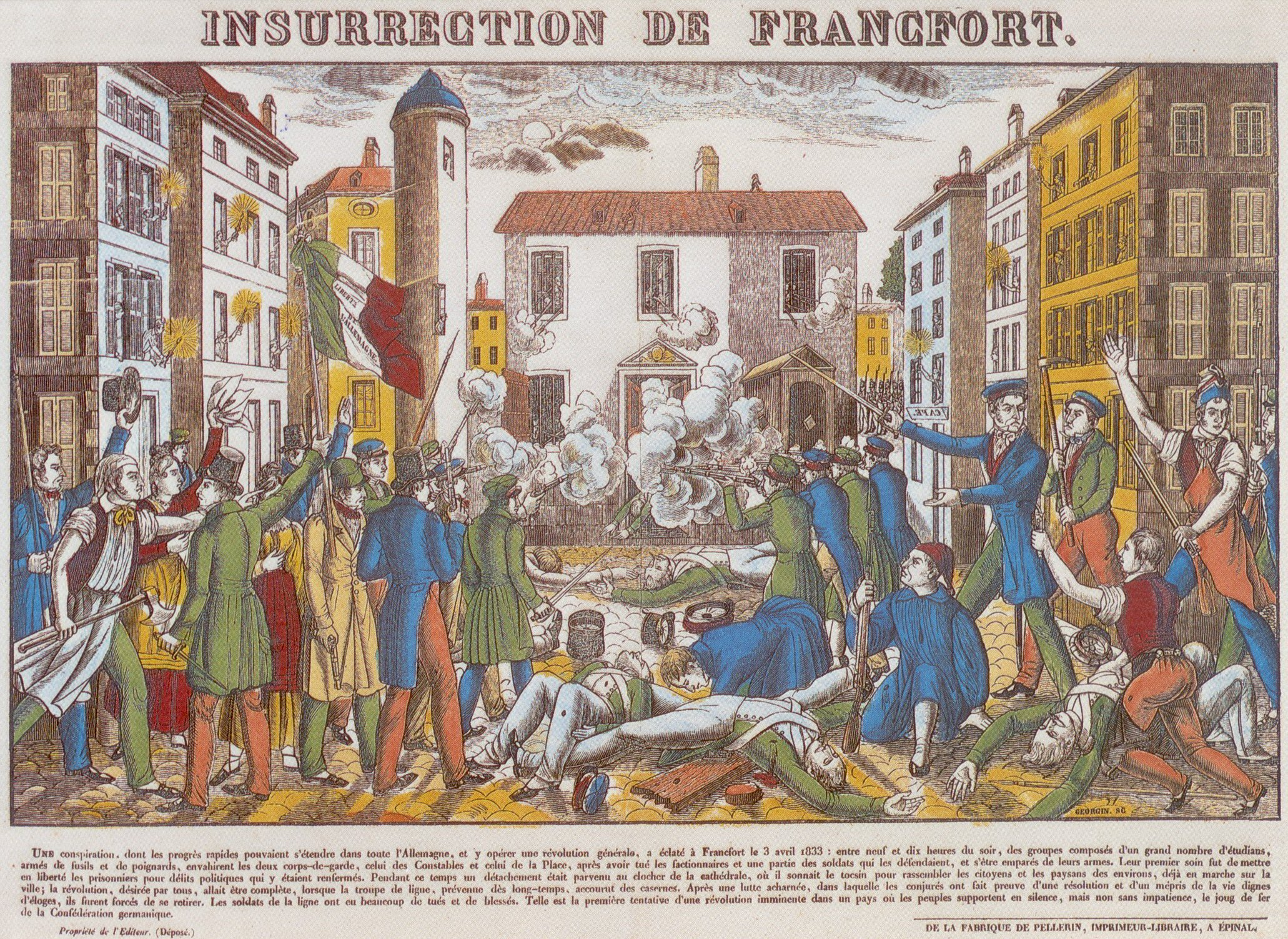
«Франкфуртское покушение»

Карл Шаппер был участником республиканского восстания во Франкфурте-на-Майне («Франкфуртское покушение», 3 апреля 1833 г.); после поражения восстания в начале 1834 года бежал в Швейцарию, где принял участие в т. н. Савойском походе Дж. Мадзини (январь — февраль 1834 г.). В августе 1836 года приехал в Париж и сразу же вступил в тайную республиканскую организацию немецких политических эмигрантов и странствующих ремесленников-подмастерьев «Союз отверженных». Осенью 1836 года из «Союза отверженных» выделилось его радикальное крыло — «Союз справедливых», стоявшее на революционно-коммунистических позициях; одним из виднейших руководителей «Союза справедливых» стал Карл Шаппер.
За участие в восстании 1839 года, возглавленном Огюстом Бланки, Карл Шаппер был арестован, а затем выслан властями из Франции. После этого он поселился в Лондоне и, вместе с Й. Моллем и Г. Бауэром, основал там «Просветительное общество немецких рабочих», в котором читал лекции и рефераты, отстаивая социализм в его утопической форме, а в 1845 году принял участие в основании общества «Братские демократы».
В 1847 году, после принятия в свои ряды Карла Маркса и Фридриха Энгельса, «Союз справедливых», возглавляемый тогда Шаппером, Моллем и Бауэром, трансформировался в Лондоне в «Союз коммунистов».
Во время Революции 1848—1849 годов в Германии Шаппер вернулся на родину и стал во главе коммунистического рабочего союза в Кёльне, а также принимал участие в деятельности газеты «Neue Rheinische Zeitung». За эту деятельность был арестован и отдан под суд, однако присяжные его оправдали. После окончательного подавления революции вновь уехал в британскую столицу.
Позднее сблизился с Августом Виллихом. Вскоре в «Союзе коммунистов» назрел раскол: с одной стороны были К. Маркс и Ф. Энгельс с соратниками, с другой — ультралевая группа, получившая название «фракция Виллиха — Шаппера». 15 сентября 1850 года разногласия вылились в организационный разрыв: фракция Виллиха — Шаппера создала самостоятельный Центральный комитет «Союза». В конечном итоге «Союз коммунистов» прекратил в 1852 году своё существование, однако историки социализма едины в том, что деятельность этой организации в немалой степени способствовала созданию Первого интернационала.
Со временем Шаппер отошел от своих радикальных взглядов и к 1856 году пошёл на сближение с Марксом и Энгельсом.
В 1865 году он стал членом Генерального совета Первого Интернационала. Участвовал в Лондонской конференции.
Карл Герман Христиан Фридрих Шаппер умер 28 апреля 1870 года в городе Лондоне.